# Carl Immanuel Engel
Carl Immanuel Engel (* 15. September 1764 in Technitz bei Döbeln; † 7. September 1795 ebenda) war ein in Leipzig tätiger deutscher Organist, Dirigent und Komponist.

## Leben
Carl Immanuel Engels Vater war Schulmeister und Organist in Technitz, einem Dorf bei Döbeln, das 1994 dorthin eingemeindet wurde. Über Carl Immanuel Engels schulische Ausbildung ist nichts bekannt. Das Orgelspiel erlernte er beim Vater.  Am 4. Juni 1784 wurde er an der Universität Leipzig immatrikuliert.
Im Leipziger Adressbuch von 1789 taucht sein Name als Organist an der katholischen Schlosskapelle in der Pleißenburg auf. Diese hatte August der Starke im Jahr 1710 dort einrichten lassen. Engel wirkte als Kapellmeister, wenn das Opernensemble des Dresdner Hofs unter dem Impresario Domenico Guardasoni in Leipzig auftrat. Im Apelschen Haus, das zu jener Zeit im Besitz der Familie Thomae war, veranstaltete er Konzerte.

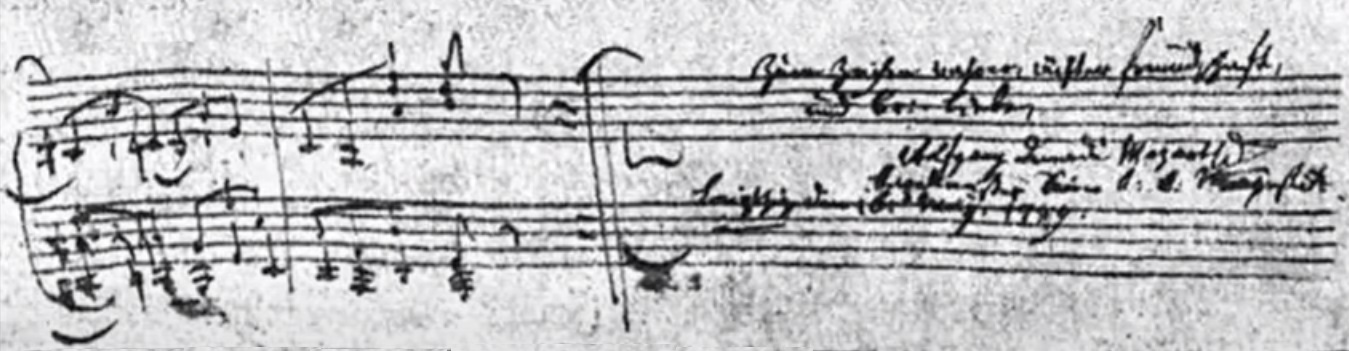
Mozarts Widmung der kleinen Gigue, Leipzig, 16. Mai 1789

Carl Immanuel Engel war Mitglied der Leipziger Freimaurerloge „Zur Linde“, deren musikalische Vorträge er ab 1786 leitete. Als Wolfgang Amadeus Mozart, ebenfalls Freimaurer, 1789 zu zwei Besuchen in Leipzig weilte, öffnete ihm Engel Zugang zur Leipziger Musikszene. Es wird angenommen, dass er auch bei Engel übernachtet hat. Zum Dank und „zum Zeichen wahrer ächter Freundschaft“ schrieb Mozart in Engels Stammbuch eine kleine, neue Komposition „Eine kleine Gigue für Clavier“ (KV 574). Mit dieser Widmung ist Engel in der Musikwelt bekannt. Seine in Vergessenheit geratenen Kompositionen umfassen sowohl Lieder als auch Instrumentalstücke.
Carl Immanuel Engel starb 1796 noch vor Erreichen seines 31. Lebensjahres. Sein Nachfolger als Organist der Schlosskapelle wurde Ambrosius Kühnel (1771–1813).